# Tom Fjordefalk
Tom Christer Fjordefalk, född 27 maj 1953 i Hedvig Eleonora församling i Stockholm, är en svensk skådespelare och teaterregissör.

## Biografi
Tom Fjordefalk utbildade sig hos Odin Teatret i Holstebro på Jylland där han var verksam som skådespelare 1974-1984. Han har även studerat kathakali i Indien. 1976 var han med och startade Teater Schahrazad i Stockholm där han var verksam till 1986. Under början av 1990-talet var han verksam som skådespelare på Unga Klara i Stockholm. 1995-1999 var han konstnärlig ledare för Riksteaterns Tyst teater. Därefter har han frilansat som skådespelare och regissör, bland annat åt Byteatern i Kalmar. Bland föreställningar han regisserat kan nämnas Macbeth av William Shakespeare tillsammans med Keve Hjelm på Teaterhögskolan i Stockholm 1991, Elagabal på Trøndelag Teater 1995 och Franskenstein - en skräckopera efter Mary Shelley på Göteborgs stadsteater 1998. Tom Fjordefalk är gift med skådespelerskan Annette Stenson-Fjordefalk.